# شهر دونگوانگپو
شهر دونگوانگپو (به لاتین: Dongwangpo Township) یک شهرک در جمهوری خلق چین است که در شهرستان پینگشان واقع شده‌است. شهر دونگوانگپو ۱۸۰ متر بالاتر از سطح دریا واقع شده‌است.